# Jiří Putta
Jiří Putta (18. května 1935 Poděbrady – 20. ledna 2017 Hřebeč) byl český fotograf.

## Život
Vyučil se fotografem na střední grafické škole (1952) a poté vystudoval jedenáctiletou Střední všeobecně vzdělávací školu v Praze (1956). Od počátku 60. let se přátelil se skupinou výtvarníků, kteří se zabývali informelem. Roku 1960 se zúčastnil jejich privátní výstavy v ateliéru Aleše Veselého Konfrontace II. V 80. letech dokumentoval jako fotograf alternativní výtvarnou scénu. Spolupracoval zejména s Jiřím Sozanským, Adélou Matasovou, Antonínem Málkem a Zdeňkem Beranem.

## Dílo
Počátkem 60. let fotografoval zejména abstraktní skvrny na zdech, které byly inspiračním zdrojem i pro Vladimíra Boudníka. Často fotografoval v noci a používal přitom umělé světlo aby dosáhl ozvláštňující tajemnosti a zvýraznění reliéfu. Fotografie kolmo snímaných ploch evokují prostor.

### Fotograf (výběr)
- 1989 Adéla Matasová: Instalace, Ústřední kulturní dům železničářů, Praha
- 1990 Vojtěch Adamec, Galerie mladých, U Řečických, Praha
- 1990 Romana Králová, Galerie mladých, U Řečických, Praha

### Spoluautor publikací (výběr)
- 1967 Nové cesty II (Mladá generace), Dům umění, Zlín
- 1980 Terezín '80
- 1982 Most 81/82, Jazzová sekce
- 1983 Prostor, architektura, výtvarné umění
- 1983 Motiv okna v díle deseti současných českých výtvarných umělců (Fára, Jetelová, Klimeš, Kmentová, Nešleha, Sozanský, Svoboda, Svobodová, Šimotová, Veselý),
- 1988 Demartini, Sozanský: Objekty, obrazy, Lidový dům ve Vysočanech
- 1988 Forum '88, Pražská tržnice
- 1989 Svornost 89', Hostinec Svornost, Dolní Počernice
- 1989 Jiří Sozanský: 1970 - 1989, Lidový dům ve Vysočanech
- 1989 Střední věk, Dům U Kamenného zvonu, Praha
- 1991 Kateřina Černá: Obrazy, grafiky, Galerie Václava Špály, Praha
- 1991 Hugo Demartini
- 1992 Barok a dnešek, Nadace Symposion, Praha
- 1996 Umění zastaveného času, České muzeum výtvarných umění, Praha
- 2007 Zaostalí / Forever, Gallery, spol. s r.o. (Jaroslav Kořán), Praha
- 2010 Jiří Sozanský: Den dvacátý sedmý / Day Twenty Seven, Nadace Symposion Praha
- 2012 Muzeum umění Olomouc 1951-2011
- 2013 Jiří Sozanský: Zóna, Nadace Symposion, Praha, Nakladatelství KANT (Karel Kerlický), Praha
- 2014 Jiří Sozanský: 1984 - Rok Orwela, Nadace Symposion, Praha
- 2015 Jiří Sozanský: Mezní situace / Extreme Situations, Nadace Symposion, Praha

### Zastoupení ve sbírkách
- Moravská galerie v Brně[4]